# Crazy Horse (группа)
Crazy Horse (Кре́йзи Хорс) — американская рок-группа, наиболее известная как коллектив, аккомпанирующий певцу Нилу Янгу.
Группа также выпустила ряд собственных альбомов (без Янга). Самый успешный из них первый — Crazy Horse 1971 года (84 место в США). Второй и третий альбомы музыкальный сайт AllMusic называет тусклыми, хотя второй — Loose 1972 года — тоже попал в Billboard 200, на 170 место.
Как пишет AllMusic, группа очень уважаема и имеет долгую историю в калифорнийской ро́ковой тусовке. Также сайт называет её, возможно, одной из величайших гаражных рок-групп всех времён. И это точно самый известный из аккомпанирующих коллективов, что были у Нила Янга за его карьеру.